# Водоснабжение Азербайджана
Система водоснабжения представляет собой совокупность конструкций для предоставления воды с высоким качеством и в желаемой мере для потребителей.
Система водоотведения (канализация) представляет собой совокупность снабжения, сетей и конструкций, рассчитанных для сплоченного приема и устранения по коллекторам загрязненных вод вне заселенных мест, и их очищения, или же сбросом в водоем.
В Азербайджане особое внимание уделяется использованию водных ресурсов, получению и переработки дождевых вод, введению новейших технологий в возобновлении и защите водных ресурсов, очищению сточных вод, коммунальному водоснабжению.

## История
В XVIII веке город Баку снабжался водой из загородных колодцев. Вода текла по трем каналам. Один из каналов направлялся во Дворец ширваншахов. Остальные два канала направлялись в Гоша гала гапысы.
Поиски родника для водоснабжения Баку активно начались в начале 20 века. Финансированием поисков занимался Гаджи Зейналабдин Тагиев. Во время бурения скважин вблизи селения Шоллар было найдено три горизонта питьевой воды. К лету завершилась постройка Баладжарского и Атачайского тоннелей. Воду накачивали насосами и перекачивали в резервуары. Вода достигала городской сети, протекая 150 км. До 1917 года в Азербайджане насчитывалось 150 водокачек. На 1920 год сохранилось лишь 24.
24 июня 1920 года декретом АзРевКома №20 были национализированы товарищества «Загульбинский водопровод», «Бинагадинский водопровод», «Биби-эйбатский водопровод», общество «Каспийский трубопровод», занимавшиеся водоснабжением. Управление водопроводной сетью передано отделу водоснабжения АзСовНархоза.
В 1930 годах в Баку построены трубопроводы и сооружения водоотведения. Создана отдельная система водоотведения с двумя независимыми сетями. Первая сеть — для отведения коммунально-бытовых и засоренных промышленных сточных вод с автоматическим очищением на станции в поселке Зых . Вторая сеть - для отведения и свалки без очищения сточных вод, возникающих из осадков атмосферы, канализационных вод.
Сравнительно просто организована система водоотведения в главной и юго-западной сторонах города. Водоотведение и дождевые сети перемещая стоки в нижнюю часть города, объединились с магистральным трубопроводом.
В 1970 году «Гипрокоммундортранс» (Москва) разрабатывался проект дождевой канализации Баку, который не завершился. С 1997 по 1998 годы предприятиями «Montgomery Watson» и «Азспецпроминвест» разрабатывался план обновления систем водоснабжения и водоотведения Баку, также охватывающий схему дождевой канализации. Завершить проект не удалось.
После обретения независимости работа над развитием системы водоснабжения и канализации продолжилась. Ожидается строительство десяти водохранилищ.

## Системы водоснабжения и канализации
В период до 2004 года, а также с 2005 по 2008 год осуществлялось обновление систем газо- и водоснабжения, водоотведения и других коммунальных услуг. Осуществляется обновление систем водоснабжения и водоотведения города Билясувар. Обновляются системы водоснабжения и водоотведения города Лянкорань. Началось строительство водохранилища, диаметр — 110 мм, величиной — 11 км.
Разрабатывается проект по опреснению морской воды Каспийского моря с целью использования для орошения. Проект осуществляется консорциумом, в который входит ACWA Power (Саудовская Аравия) и «IC İçtaş İnşaat» (Турция). Также в работах участвует Агентство водных ресурсов Азербайджана. На территории Сумгаитского химического промышленного парка планируется строительство завода по опреснению мощностью 300 000 м3 питьевой воды в сутки.

### Баку
40 % жителей города Баку обеспечивались водой постоянно, 60 % — по графику. С целью решения проблемы водообеспечения Баку осуществлено строительство и ввод в эксплуатацию водопровода Огуз — Габала — Баку. Водопровод сдан в эксплуатацию 28 декабря 2010 года. После сдачи водопровода в эксплуатацию 75 % жителей города обеспечены постоянной водой. Остальные 25 % — по графику. При этом, время снабжения воды по графику увеличено вдвое. На октябрь 2022 года Баку обеспечивается питьевой водой по двум магистральным водопроводам, Огуз — Габала — Баку и «Кура — Баку».
Осуществляется обновление систем водоснабжения и водоотведения в поселках Пираллахи — Пираллахинского района, Зиря и Тюркан Хазарского района Баку.
Реализуется проект обновления систем водоснабжения и водоотведения и ливневых вод Baku White City, поселке Бинагади Бинагадинского района, поселках Мехтиабад и Новханы Абшеронского района, города Мингячевир, поселков Бина, Мардакян, Шаган и Шувелан Хазарского района.
В поселке Бинагади диаметр водной сети составил 110—280 мм, величина 9,0 км, канализационной сети диаметрами 200—400 мм, величиной 0,6 км, в поселке Мехдиабад Абшеронского района диаметр канализационной сети  — 300 — 1 000 мм, величина — 3,9 км. В поселке Новханы диаметр водной сети  составляет 110—280 мм, величина — 2,5 км.

### Джалилабад
В 2012 году для предоставления населению Джалилабада чистой воды к сети водоснабжения и водоотведения было присоединено 11 035 домов. Для отвода загрязненных вод был проложен канализационный трубопровод диаметром 1000 мм и величиной 6905 м, напорная длиной 1734 м и сеть отведения загрязненных вод длиной 186 383 м. На водоотводной сети созданы 4371 смотровые скважины, дома подключены к этой сети.

### Гобустан
В городе Гобустан основана сеть питьевой воды протяжённостью 68 км. У всех абонентов имеются счетчики. Действует 1 160 колодцев. Основана сеть канализационных линий протяжённостью 42 км. Создан канализационный трубопровод протяжённостью 7 км для отвода загрязненных вод на очистные установки.

### Сальян
С целью усовершенствования систем водоснабжения и водоотведения, предоставления населению города Сальян питьевой воды начато строительство водохранилища объемом 7 500 м3, диаметр — 720 мм, величина — 7,6 км. Началось строительство канализационной сети, диаметр которой составлял 200—500 мм, протяжённостью 4,36 км.

### Нефтчала
16 января 2024 года была сдана в эксплуатацию после реконструкции система обеспечения города Нефтчала питьевой водой. От водопровода Ширван — Мугань проложен магистральный водопровод диаметром 560 миллиметров и протяженностью 40 километров. Подача воды из водопровода начата в ноябре 2020 года. Построена сеть обеспечения питьевой водой протяженностью 150 километров.
В мае 2023 года введён в эксплуатацию второй магистральный водопровод протяженностью 38 км от Ширвано-Муганского группового акведука до Нефтчалы. Система водоснабжения города была полностью реконструирована.

## Водохранилища
см. также Воды Азербайджана, Водохранилища Азербайджана, Озёра Азербайджана, Реки Азербайджана

### Мингечевирское водохранилище
Мингечевирское водохранилище создано в 1959 году на реке Кура при постройке Мингечевирской ГЭС для водоснабжения окрестностей и развития электроэнергетики.
Площадь водохранилища — 605 км², объём — 16,1 км³, длина — 70 км. Наибольшая ширина — 18 км, средняя глубина — 26 м, наибольшая — 75 м. Наполнение осуществлялось с 1953 по 1959 годы.
Главными источниками Мингечевирского водохранилища являются реки Кура, Пора, Алазань и Ганджачай .

### Джейранбатанское водохранилище
Джейранбатанское водохранилище образовано в 1955 году на Апшеронском полуострове. Целью являлось увеличение снабжения питьевой водой городов Баку и Сумгаит.
Площадь водохранилища — 13,9 км2, объем — 186 млн. м3, длина — 8,74 км, наибольшая ширина 2,15 км, наибольшая глубина — 28,5 м, средняя глубина — 14,5 м.

### Аракское водохранилище
Аракское водохранилище находится на западе Азербайджана в Иране и в Нахичеванской АР. Создано в 1971 году на реке Аракс при стройке Аракс ГЭС недалеко от города Нахичевань.
Площадь водохранилища — 145 км², объём — 1,254 км³. Среднегодовой коэффициент водообмена — 3,7.

## Государственное регулирование
Государственное регулирование водоснабжения осуществляет Государственное агентство водных ресурсов Азербайджана. В состав данного Агентства входят ОАО «Азерсу» и ОАО «Мелиорация и водное хозяйство Азербайджана».
При агентстве создана Служба государственного контроля за охраной и использованием вод.